# Ярлюти-Малі
Ярлюти-Малі (пол. Jarluty Małe) — село в Польщі, у гміні Реґімін Цехановського повіту Мазовецького воєводства.
Населення — 125 осіб (2011).
У 1975-1998 роках село належало до Цехановського воєводства.

## Демографія
Демографічна структура станом на 31 березня 2011 року:
|          | Загалом | Допрацездатний вік | Працездатний вік | Постпрацездатний вік |
| -------- | ------- | ------------------ | ---------------- | -------------------- |
| Чоловіки | 69      | 12                 | 52               | 5                    |
| Жінки    | 56      | 13                 | 29               | 14                   |
| Разом    | 125     | 25                 | 81               | 19                   |